# Wolfgang Ladage
Wolfgang Ladage (* 16. Juni 1943; † 9. November 1992) war ein deutscher Fußballspieler.

## Karriere
Ladage wechselte 1964 vom BV Hiltrop aus Bochum zu Rot-Weiss Essen. Mit RWE lief er in der Saison 1964/65 an der Seite von Mitspielern wie Herbert Weinberg, Heinz-Dieter Hasebrink, Eckehard Feigenspan und Werner Kik in der zweitklassigen Fußball-Regionalliga West auf. Er absolvierte fünf Spiele und Essen wurde Tabellensiebter. In der Folgesaison belegte RW Essen unter Trainer Fritz Pliska den zweiten Platz und Ladage hatte in zehn Ligaeinsätzen zwei Tore erzielt. In der anschließenden Aufstiegsrunde setzen sich die Männer von der Hafenstraße durch und stiegen in die Bundesliga auf; Ladage war aber in der Debütsaison von Stürmer Willi Lippens nicht zum Einsatz gekommen. In der Bundesliga konnte sich Essen 1966/67 aber nicht behaupten und stieg nach einer Saison ab. Ladage hatte zwei Spiele absolviert, anschließend wechselte er zu Westfalia Herne. Mit der Elf vom Stadion am Schloss Strünkede stieg er aber auch 1967/68 aus der Regionalliga West ab. Unter seinem Essener Ex-Trainer Pliska hatte er 30 Ligaspiele absolviert und ein Tor an der Seite der Routiniers Günter Graetsch und Alfred Pyka erzielt. Er stürmte auch noch in der Saison 1968/69 mit Westfalia in der Verbandsliga Westfalen und erzielte in 26 Einsätzen 14 Tore beim Erreichen des sechsten Ranges. Danach verlieren sich seine weiteren fußballerischen Stationen.